# 施尼茨科格爾山

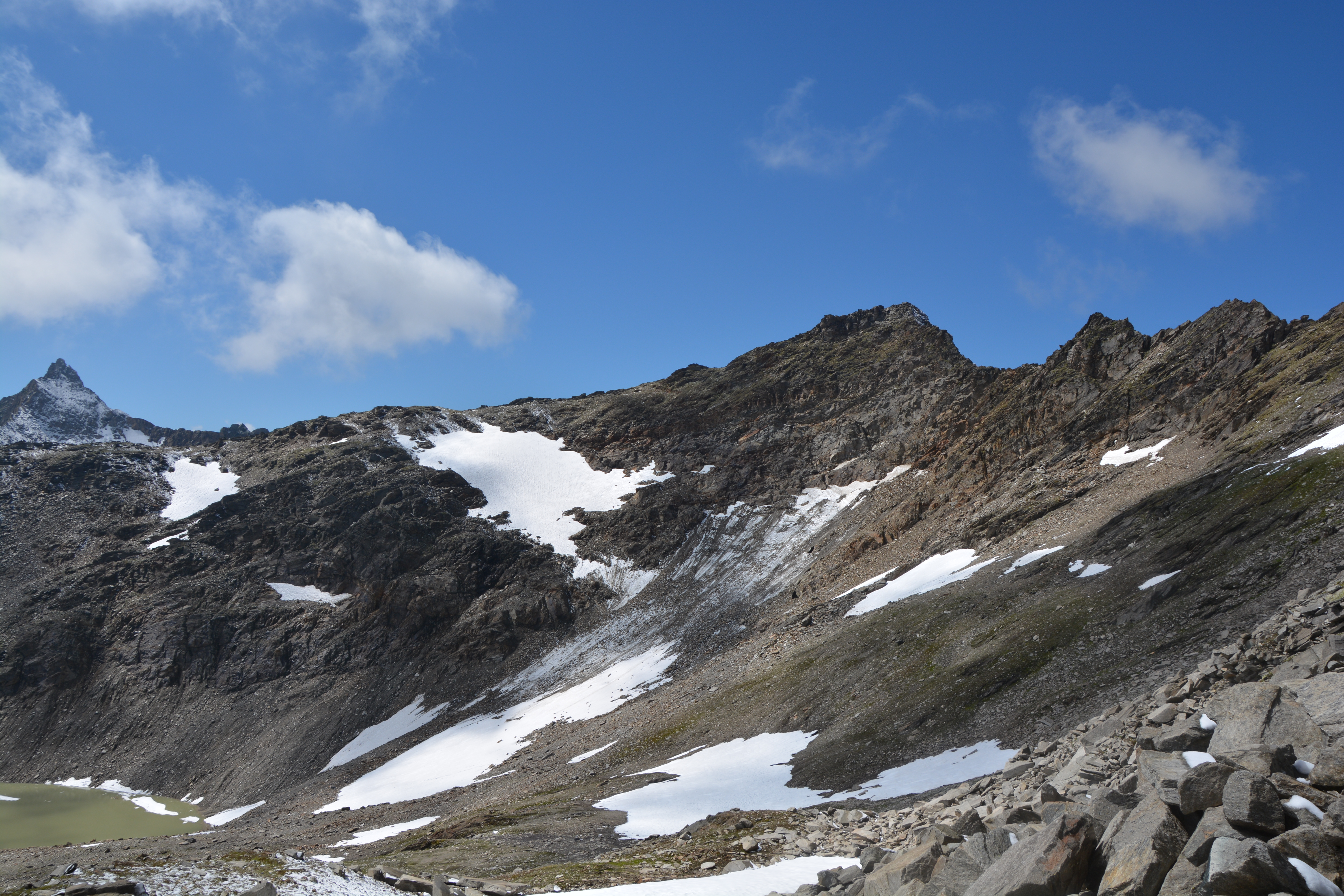

47°05′50″N 12°27′36″E / 47.097233°N 12.460060°E
施尼茨科格爾山（德語：Schnitzkogel），是奧地利的山峰，位於該國西部，由蒂羅爾州負責管轄，屬於維內迪傑山脈的一部分，距離維爾登科格爾山0.46公里，海拔高度2,911米。